# Sibylle Berg
Sibylle Berg (Weimar, 2 giugno 1962) è una scrittrice e politica tedesca. Scrive romanzi, saggi, narrativa breve, opere teatrali, radiodrammi e rubriche.
Viene considerata una delle scrittrici e drammaturghe più famose e influenti del mondo in lingua tedesca. I suoi libri sono stati tradotti in 30 lingue. Durante la sua carriera ha vinto numerosi premi prestigiosi. Il suo stile di scrittura è stato paragonato a quello di Kurt Vonnegut, Brett Easton Ellis, Michel Houellebecq e Will Self. Divenne una figura iconica presso le sottoculture alternative tedesche, raggiungendo una base molto ampia, sia tra la comunità LGBT che le comunità artistiche europee. Vive dividendosi tra Svizzera e Israele. La sua opera del 2019 GRM. Brainfuck, un romanzo di fantascienza ambientato in un futuro prossimo distopicoha vinto il Premio svizzero del libro ed è stato recensito dal Washington Post raggiungendo il quarto posto nella classifica dei bestseller dello Spiegel; con il seguito, RCE, è entrata in classifica dei libri più venduti della settimana al 14º posto. Il 1º marzo 2023 Berg è stata invitata come ospite speciale ad inaugurare l'evento di alto profilo Elevate Festival in Graz.

## Biografia
Nacque il 2 giugno 1962 a Weimar, in Germania. Trascorse la sua infanzia e gioventù con una famiglia adottiva a Costanza, in Romania. Suo padre era un professore di musica, e sua madre era una bibliotecaria. Prima di iniziare la sua istruzione superiore nella Germania occidentale, venne addestrata come sommozzatore da combattimento. Ha studiato oceanografia all'Università di Amburgo, svolgendo diversi lavori. Nel 1996, si è trasferita a Zurigo, Svizzera. Si è sposata nel 2004, e, dal 2012 possiede la cittadinanza svizzera. Sibylle Berg è nota per sostenere il movimento Straight Edge. Berg si descrive come non-binaria. Il 25 settembre 2023 è stato annunciato che Sibylle Berg concorrerà alle elezioni per il Parlamento europeo del giugno 2024 per il Partito della Satira.
Alle elezioni europee 2024, Berg è stato eletto al Parlamento europeo insieme a Martin Sonneborn. Berg ha la cittadinanza tedesca e la cittadinanza svizzera.

## Letteratura

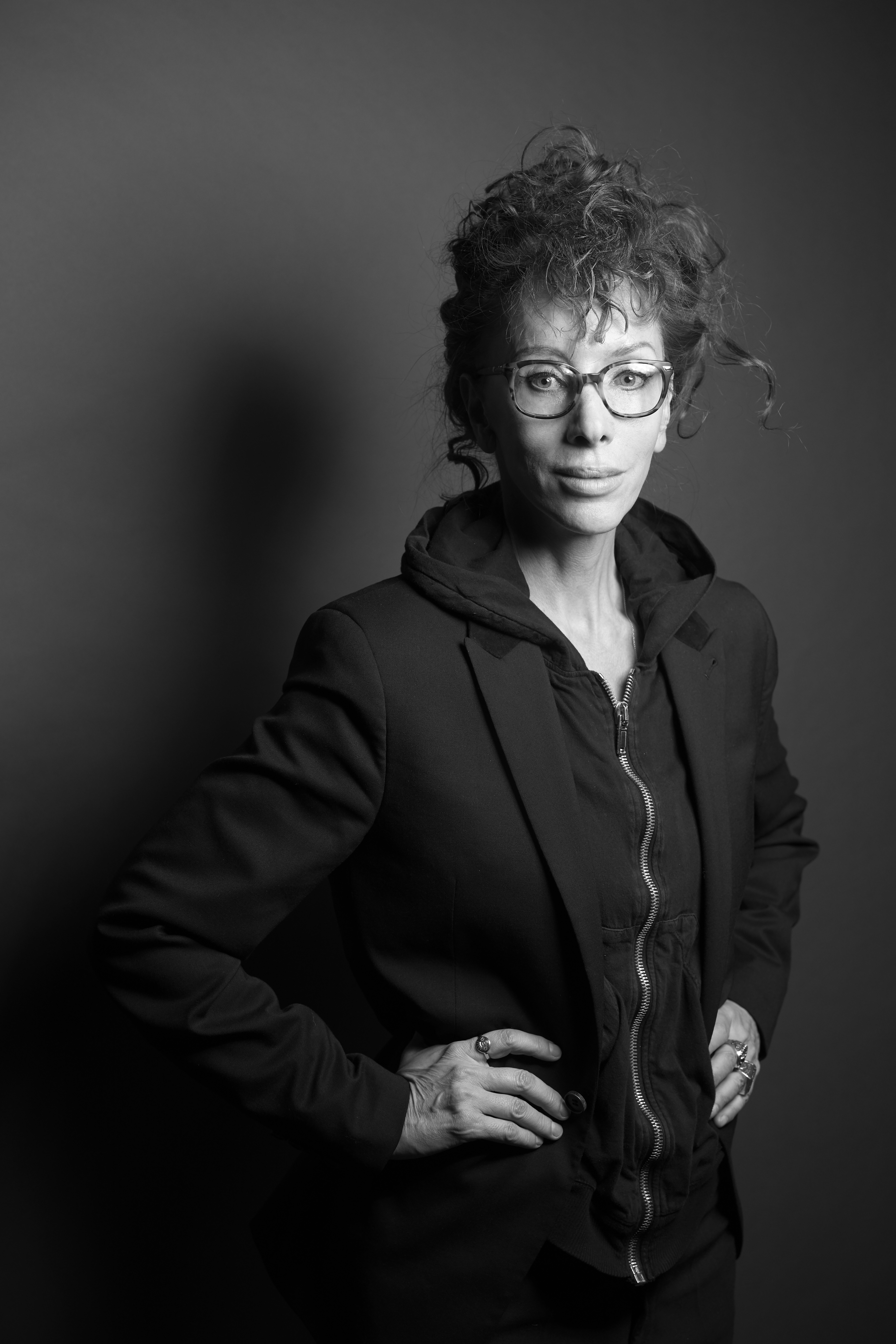
Sibylle Berg

Il suo primo romanzo, "A Few People Search For Happiness And Laugh Themselves To Death", (Poche persone cercano la felicità e ridono fino alla morte) venne pubblicato nel 1997 dalla Reclam Publishing, dopo essere stato precedentemente rifiutato da altri 50 editori. Il libro vendette circa 400 000 copie.
Berg scrisse 18 romanzi. In occasione della pubblicazione di un nuovo libro mise in scena un tour, in realtà più un concerto rock che una lettura di libri. Normalmente, questi eventi attiravano migliaia di persone. Nel 2012, con l'uscita del suo libro Vielen Dank für das Leben ("Grazie per questa vita"), il tour includeva contributi di attori di cinema e teatro, tra i quali, Katia Riemann, Mathias Brandt, e la musicista Marie Ocher.
Nel tour all'uscita del romanzo, "GRM brainfuck" (GRM cervello del cazzo), racconta di un'Inghilterra neoliberale dopo la Brexit. Sibylle Berg ha creato uno spettacolo di lettura multimediale composto da tre attori, una giovane (14 anni) star del Grime, il rapper T.Roadz e le stelle veterane del Grimeː il fondatore dei Ruff Sqwad, il Rappers Prince Rapid e Slix. Nel 2019, GRM - Brainfuck venne pubblicato dalla casa editrice, Kiepenheuer & Witsch ; ha venduto centinaia di migliaia di copie, e per mesi è rimasto nella lista dei best seller.

## Teatro
Sibylle Berg scrisse complessivamente 32 opere teatrali. Nel 2000, a Bochum, la sua seconda opera, Helges Leben (La vita di Helge) venne messa in scena, commissionata dal Mulheim Theater Festival.
Nel 2008, l'opera teatrale, Von denen die überleben (Di coloro che sopravvivono) fu messa in scena nel teatro centrale di Zurigo, in collaborazione con noti artisti come Jon Pylypchuk, Gabríela Friðriksdóttir, e altri.
Nel 2013 ha iniziato a lavorare con il Maxim Gorki Theater di Berlino, durante il quale la sua prima opera teatrale, Es sagt mir nichts, das sogenannte draussen (Il cosiddetto fuori non significa nulla per me), venne selezionato nel 2014 dal mensile Theater heute (Teatro oggi) come spettacolo dell'anno.
Nel 2015, lo spettacolo, Und dann kam Mirna (E poi è arrivata Mirna) ha vinto a Berlino e Potsdam, il premio Friedrich Luft come migliore produzione.
Nel 2019, lo spettacolo Wonderland Ave (La Via del Paese delle meraviglie ) è stato invitato al Mülheim Theatertage (Giornate teatrali di Mülheim).
Nel 2019, lo spettacolo teatrale, Hass-Triptychon - Wege aus der Crisis, (Odio Trittico - Vie d'uscita dalla crisi) ha vinto il premio Nestroypreis come miglior spettacolo dell'anno nei paesi di lingua tedesca.
Le opere della Berg furono messe in scena e trasmesse negli Stati Uniti, in Gran Bretagna, Italia, Francia, Spagna, Polonia, Lituania, Repubblica Ceca, Slovenia, Ungheria, Turchia, Danimarca, Svezia, Norvegia, Paesi Bassi, Romania e Bulgaria.

## Attivismo sociale
- Sibylle Berg è stata a lungo un'attivista sociale. Nel 2018, ha promosso un referendum contro le compagnie di assicurazione che controllano i singoli assicuratori senza bisogno di alcun ordine del tribunale.[39][40]
- Berg lavora con la p≡p coop. La p≡p è una fondazione che sostiene la Privacy e il Software Libero.[41]
- Sibylle Berg sostiene il referendum E-ID, contro la privatizzazione di un progetto di passaporto digitale nelle imprese private.
- Nel 2019, in risposta alla storiografia dominata dagli uomini, Sibylle Berg, insieme ad altre donne, ha pubblicato The Canon for the Visibility of Women in Science Art and Literature (Canone per la Visibilità delle Donne nelle Scienze, nelle Arti e nella Letteratura).[42]
- Sibylle Berg è attiva nell'educazione scientifica. Conduce conferenze sotto il titolo "I nerd salvano il mondo" nella rivista svizzera Republik.[43]
- Supporta la Carta dei diritti fondamentali digitali dell'Unione europea, pubblicata a fine novembre 2016.[44]
- Sibylle Berg è ospite regolare di Re:publica.[45]

## Contributi in altri campi
Sybille Berg scrisse per il settimanale tedesco, Die Zeit, per il quotidiano svizzero, Neue Zürcher Zeitung e per il quotidiano austriaco, Die Presse, tra gli altri. Dal gennaio 2011 è anche editorialista per la rivista settimanale tedesca, Der Spiegel Online, con il titolo, S.P.O.N Fragen Sie Frau Sibylle (Chiedi alla signora Sibylle), pubblicato settimanalmente fino al marzo 2018, e, da allora, bisettimanalmente. La rubrica ha più di 4 milioni di follower. Berg conduce anche una serie di interviste regolari per la rivista svizzera online Republik, intitolata "Nerds Save The World", in cui parla con specialisti di varie discipline. Nel 2020, pubblica un libro intitolato "Nerds Save The World"; il libro, che unisce tutte le conversazioni, venne pubblicato dalla casa editrice, Kiepenheuer & Witsch.
Sibylle Berg scrisse anche canzoni, sia per le sue opere teatrali, che per altri artisti, come i testi per la cantante svizzera Sina. Nel 2011, la canzone Ich Schwvara, (Io Schwara), scritta da Berg e cantata da Sina, è stata la canzone dell'anno e la più suonata ai matrimoni in Svizzera. Berg ha scritto il testo della canzone, Speed per Phillip Boa and the Voodooclub. Insieme a Rammstein e Element of Crime, Phillip Boa and the Voodooclub, possono essere ascoltati nella lettura registrata del romanzo Sex II (1999) di Berg. Da gennaio 2016 a dicembre 2017, Berg ha letto i propri testi satirici fuori onda prima dell'introduzione degli ospiti nel talk show, Schulz & Böhmermann alla rete televisiva tedesca, ZDFneo.

## Regista
Nel marzo 2013, Sibylle Berg ha co-diretto, con Hasko Weber, Angst Reist mit (La paura viaggia con noi) al Teatro di Stoccarda. Lo stesso anno, il Berliner Festspiele (Il festival di Berlino) l'ha onorata con, "Un giorno con Sibylle Berg", dove ha diretto un evento di un giorno (compresi 60 artisti noti, alcuni amici personali, altri collaboratori). Nell'ottobre 2015, ha diretto la sua opera teatrale, How To Sell A Murder House, (Come vendere una casa di un delitto) al Neumarkt Zurch Theater.

## Canone educativo
Nel 2018, Berg ha collaborato con Simone Meier, Hedwig Richter, Margarete Stokowski e altre sette donne, per produrre la lista di Women You Need To Know (Donne che devi conoscere), pubblicata in agosto dal sito web tedesco di informazione, Spiegel Online e Watson.ch. Il canone comprende 145 donne che si sono distinte, e tre gruppi di artiste, suddivisi in scienza, tecnologia, ricerca, ma anche politica, letteratura e arte.

## Lavoro di insegnamento
Berg insegna drammaturgia all'Università delle Arti di Zurigo dal 2013.

## Opere tradotte in italiano
- Happy end. Editore: Barbera; Prima edizione (15 novembre 2007). 255 pagine.ISBN 978-8878991958
- Tragitti. Editore: Gaffi Editore in Roma (13 aprile 2010). 400 pagine.ISBN 978-8861650831

## Opere tradotte in inglese
- By the Way, Did I Ever Tell You. Editor Raphael Gygax, Distributed Art Pub Incorporated, 2007, ISBN 978-3-905770-77-3
- E ORA: IL MONDO. Regia di Abigail Graham, Hackney Showroom London, 2015.[60][61]
- Wonderland Avenue, commissionato da Frieze Projects per Frieze Arts Fair 2016. Regia di Sebastian Nuebling, set costruito dall'artista tedesco Claus Richter.[62][63]

## Opere tradotte in francese
- Chercher le bonheur et crever de rire ["Ein paar Leute suchen das Glück und lachen sich tot"], trans. di Maryvonne Litaize e Yasmin Hoffmann, Nîmes, France, Éditions Jacqueline Chambon, coll. "Métro", 2000, 206 pp. ISBN 2-87711-213-6
- Amerika ["Amerika"], trans. di Maryvonne Litaize e Jacqueline Chambon, Nîmes, Francia, Éditions Jacqueline Chambon, coll. " Métro ", 2001, 267 p. ISBN 2-87711-228-4
- La Mauvaise Nouvelle d'abord. Des histoires d'hommes : nouvelles ["Das unerfreuliche Zuerst. Herrengeschichten"], trans. di Maryvonne Litaize e Yasmin Hoffmann, Nîmes, Francia, Éditions Jacqueline Chambon, coll. "Métro", 2003, 150 p. ISBN 2-87711-258-6
- La Vie de Martin ["Helges Leben"], trans. di Pascal Paul-Harang, Paris, Éditions Climats, 2004, 75 p. ISBN 2-84158-252-3
- Herr Mautz ["Herr Mautz"], trans. di Silvia Berutti-Ronelt e Laurent Hatat, Toulouse, Francia, Presses Universitaires du Mirail, coll. "Nouvelles scènes", 2004, 73 p. ISBN 2-85816-729-X
- Chien, femme, homme ["Hund, Frau, Mann"], trans. di Pascal Paul-Harang, Paris, L'Arche Éditeur, coll. "Scène ouverte", 2012, 41 p. ISBN 978-2-85181-780-8 L'Arche éditeur (archiviato dall'url originale il 23 settembre 2015).
- Merci bien pour la vie (Vielen Dank für das Leben), trans. di Rose Labourie, Arles, Francia, Actes Sud, 2015, 352 pp. ISBN 978-2-330-05304-8

## Premi
- 2000: Premio Marburg per la letteratura con America.
- 2006/2007: Landis & Gyr Foundation Fellowship[64]
- 2008: Premio Wolfgang Koeppen[65]
- 2012: premio Città di Zurigo[66]
- 2014: spettacolo dell'anno della rivista Theater heute per Es sagt mir nichts, das so-Called Outside Means Nothing To Me[67]
- 2015: Premio Friedrich Luft per Und dann kam Mirna (And Then Came Mirna)[4]
- 2016: Premio del pubblico Plays. Mülheimer Theatertage NRW per Und dann kam Mirna (And Then Came Mirna) al Teatro Maxim Gorki di Berlino[68]
- 2016: Premio Else Lasker-Schüler per i drammaturghi (Else Lasker-Schüler Dramatists Prize)[69]
- 2017: premio Città di Zurigo.
- 2019: Premio letterario Kassel per l'umorismo grottesco[70]
- 2019: Premio di letteratura della Turingia[71]
- 2019: Nestroypreis- Il premio d'autore per la migliore opera teatrale[72]
- 2019: Premio svizzero del libro per GRM. Brainfuck[73]
- 2020: Gran Premio svizzero di letteratura[74]
- 2020: Premio letterario Bertolt Brecht[75]
- 2020: Premio Johann Peter Hebel (Presentazione nel maggio 2021)[76].
- 2021: "Opera dell'anno" nel sondaggio dei critici del Theater heute: E sicuramente il mondo è scomparso con me[77]
- 2022: Dreitannen Literaturpreis[78]

## Opere

### Prosa
- A Few People Search For Happiness And Laugh Themselves To Death / Poche persone cercano la felicità e ridono fino alla morte. Romanzo. Reclam, Leipzig 1997; Reclam, Stuttgart 2008, ISBN 978-3-15-021577-7.
- "Sesso II". Romanzo. Reclam, Leipzig 1998; Reclam, Stuttgart 2009, ISBN 978-3-15-021665-1.
- "America". Romanzo. Hoffmann und Campe, Amburgo 1999; Goldmann, Monaco 2001, ISBN 3-442-44848-4
- "Oro". Hoffmann und Campe, Amburgo 2000; ed. paperback edition: Kiepenheuer & Witsch, Colonia 2002, ISBN 3-462-03098-1
- The Unpleasant First. Storie di gentiluomini. Kiepenheuer & Witsch, Colonia 2001, ISBN 3-462-03037-X.
- Fine felice / Ende gut. Romanzo. Kiepenheuer & Witsch, Colonia 2004; Rowohlt Verlag, Reinbek 2005, ISBN 3-499-23858-6.[79]
- Did I Ever Tell You. A Fairy Tale For Everyone / Habe ich dir eigentlich schon erzählt... - Ein Märchen für alle. Illustrato da Rita Ackermann e Andro Wekua. Kiepenheuer & Witsch, Colonia 2006, ISBN 3-462-03735-8.
- Il viaggio / Die Fahrt. Romanzo. Kiepenheuer & Witsch, Colonia 2007; Rowohlt, Reinbek 2009, ISBN 978-3-499-24775-0.
- L'uomo dorme / Der Mann schläft. Romanzo. Hanser, Monaco 2009; dtv, Monaco 2011, ISBN 978-3-423-14002-7.
- Thank You For This Life / Vielen Dank für das Leben. Romanzo. Hanser, Monaco 2012, ISBN 978-3-446-23970-8.
- How Am I Supposed To Stand All This? / Come faccio a sopportare tutto questo? Chiedi alla signora Sibylle. Hanser, Monaco 2013, ISBN 978-3-446-24322-4.
- The Day My Wife Found A Husband / Der Tag, als meine Frau einen Mann fand. Hanser, Monaco 2015,ISBN  978-3-446-24760-4
- Anni meravigliosi. Quando viaggiavamo ancora per il mondo / Wunderbare Jahre. Quando viaggiavamo ancora per il mondo. Hanser, Monaco 2016, ISBN 978-3-446-25408-4
- GRM. Fregatura di cervello. Kiepenheuer & Witsch, Colonia 2019, ISBN 978-3-462-05143-8
- I nerd salvano il mondo. Kiepenheuer & Witsch, Colonia 2020, ISBN 3-462-05460-0.
- RCE. #RemoteCodeExecution Kiepenheuer & Witsch, Köln 2022, ISBN 978-3-462-00164-8.
- Il mio strano amico Walter. S. Fischer, Berlin 2024, ISBN 978-3-7373-7257-2.
- Try Praying. Kiepenheuer & Witsch, Köln 2024, ISBN  978-3-462-00648-3.

### Teatro
- A Few People Search For Happiness And Laugh Themself To Death / Ein paar Leute suchen das Glück und lachen sich tot (1999)
- La vita di Victor / Helges Leben (2000)
- Dog, Woman, Man / Hund, Frau, Mann (2001)
- Herr Mautz (2002)
- Un'ora di felicità (2003)
- Look, The Sun Is Going Down / Schau, da geht die Sonne unter (2003)
- It'll Be Alright. Mai più amore! / It'll Be Alright. Mai più amore (2004)
- Make A Wish. Un musical (2006)
- Te l'ho detto davvero...? / Te l'ho detto davvero..., 02.10.2007 Teatro tedesco di Göttingen. Regia: Katja Fillmann (2007)
- Di coloro che sopravviveranno (2008)
- Gli ultimi anni d'oro (2009)
- Solo di notte (2010)
- La cosa principale è il lavoro! / La cosa principale è il lavoro (2010)
- Missioni di bellezza (2010)
- Don't Spoil The Surprise! (2010)
- The Ladies Are Waiting (2012)
- Fear Travels With Us (2013, debutto di Berg come regista teatrale)
- It Tells Me Nothing, the So-Called Outside (2013)
- My Slightly Strange Friend Walter / Mein ziemlich seltsame Freund Walter (2014)
- Good Cooking / Viel gut essen, von Frau Berg (2014)
- E ora: il mondo! / E ora: Il mondo! (2015)
- And Then Came Mirna / Und dann kam Mirna (2015)
- Come vendere una casa di omicidi (2015)
- Dopo di noi l'universo o la squadra interna non conosce pausa/ Dopo di noi l'universo o la squadra interna non conosce pausa. 15.09.2017 Teatro Maxim Gorki, Berlino. Regia: Sebastian Nübling (2017)
- Wonderland Ave, at: Schauspiel Köln, 8 giugno 2018; Direttore: Ersan Mondtag (2018)
- Hate Triptychon - Ways out of the crisis / Hass-Triptychon - Wege aus der Krise Regia: Ersan Mondtag (2019)
- Nei giardini / In den Gärten, 16.11.2019 Theater Basel (Regia: Miloš Lolić) (2019)
- And surely the world disappeared with me / Und sicher ist mit mir die Welt verschwunden, 24 ottobre 2020 Maxim Gorki Theater, Berlino. Regia: Sebastian Nübling (2020)
- GRM Brainfuck (basato sul romanzo omonimo del 2019). Un musical. 2 luglio 2021 Prima mondiale al Teatro del mondo. Direttore: Sebastian Nübling. Montaggio: Sibylle Berg (2021)
- GRM Brainfuck (basato sul romanzo omonimo del 2019). Un musical. 10 settembre 2021 prima al Thalia Theater. Direttore: Sebastian Nübling. Montaggio: Sibylle Berg (2021)
- Può solo migliorare  / It can only get better / Es kann doch nur noch besser werden. 21 September 2023 premier at the Berliner Ensemble. Director: Max Lindemann.
- RCE #RemoteCodeExecution. 25 Settembre 2024 premier at the Berliner Ensemble. Director: Kay Voges.
- Toto o Thank You For This Life (basato sul romanzo del 2012 Thank You For This Life). 24 ottobre 2024 prima al Burgtheater Wien. Regia: Ersan Mondtag.

### Suoni radiofonici
- Sex II lettura abbreviata di Sibylle Berg, con musica di Phillip Boa, Rammstein, Element of Crime, a. o. Reclam, Leipzig 1999.
- Amerika, lettura ridotta di Sibylle Berg, Hoffmann und Campe, Amburgo 1999.
- Oro", lettura abbreviata di Sibylle Berg, Hoffmann und Campe, Amburgo 2000.
- Sex II, direttore: Stefan Hardt e Inga Busch e Beate Jensen (SWR). 2000.
- Ein paar Leute suchen das Glück und lachen sich tot, regia: Beate Andres. voce: Sophie Rois, Dagmar Sitte, Christian Berkel u. a. (NDR/HR), Monaco 2003.
- Ende gut, radiodramma, regia: Claudia Johanna Leist, compositore: Caspar Brötzmann (WDR). 2005.
- Das wird schon. Nie mehr lieben!, adattamento: Wolfgang Stahl, regia: Sven Stricker, voce: Leslie Malton, Stefanie Stappenbeck, Daniela Ziegler, Andreas Fröhlich (NDR) radiodramma del mese di luglio. 2006.
- Aeroporto di Hong Kong, 23.45 h. direttore: Claudia Johanna Leist, voce: Christian Redl, Angelika Bartsch, Anna Thalbach, a. o. (WDR) 2007.
- Der Mann schläft. direttore: Leonhard Koppelmann, compositore: Gerd Bessler, voce: Judith Engel, Leonie Landa, Markus John, Jens Harzer, Achim Buch, Marion Breckwoldt, Christian Redl (NDR) 2010.
- Molte grazie per la vita, lettura abbreviata di Gustav Peter Wöhler, 5 CD, 397 minuti. radiodramma Amburgo, Amburgo 2012.
- E ora: il mondo! Oppure: Non mi dice niente, il cosiddetto esterno, regia: Stefan Kanis, voce: Marina Frenk (MDR) 2015.
- GRM Brainfuck. voci: Torben Kessler, Lisa Hrdina. 2019 Argon Verlag GmbH, Berlino